# Рюкерсдорф (Нижняя Лужица)
Рюкерсдорф (нем. Rückersdorf) — община в Германии, в земле Бранденбург.
Входит в состав района Эльба-Эльстер. Подчиняется управлению Эльстерланд. Население составляет 1613 человек (на 31 декабря 2010 года). Занимает площадь 24,67 км².
Коммуна подразделяется на 3 сельских округа.
| Год  | Население |
| ---- | --------- |
| 2005 | 1780      |
| 2010 | 1624      |